# Старый телевизор
«Старый телевизор» — телепрограмма в жанре интервью, выходившая в прямом эфире с 6 сентября 1997 (на постоянной основе — с 15 сентября) по 7 сентября 2001 года на НТВ пять раз в неделю днём. Ведущие программы — Дмитрий Дибров и Лев Новожёнов — проводили беседы со своими гостями.
В студии программы работал телефон, и каждый зритель имел возможность дозвониться до прямого эфира и задать участникам беседы свой вопрос. У передачи были постоянные рубрики: «Доска почёта» и «Время, назад!». Также часто выходили выпуски под названием «Старый телевизор вспоминает», в рамках которых осуществлялся показ художественных фильмов или сериалов советского производства или же старых выпусков киножурнала «Фитиль».

## История
Рождение программы следует связывать с сентябрём 1997 года. Первым ведущим и автором идеи программы был Лев Новожёнов. Впоследствии, в одном из интервью, он так рассказывал о своей передаче:

«…всегда есть ревность к своему детищу, а „Старый телевизор“ — именно моё детище. Я предпринимал много усилий, чтобы утвердить эту программу в эфире».
С апреля 1998 по апрель 1999 года программу вёл Дмитрий Дибров. Введение Диброва в программу было связано с тем, что у Новожёнова на НТВ тогда была ещё и программа «Сегоднячко», и в рамках уменьшения собственной нагрузки он решил сделать выбор в пользу последней передачи. После появления на НТВ программы «Антропология» по решению тогдашнего генерального директора НТВ Олега Добродеева Дибров ушёл из этой передачи, вместо него с апреля 1999 года «Старый телевизор» стал вести Борис Ноткин (ранее и позже — ведущий ТВЦ), с которым было показано несколько выпусков. Через некоторое время, когда руководство телеканала посчитало, что ведущий Борис Ноткин является неподходящим для телеканала НТВ, программу стал снова вести Лев Новожёнов. Музыкальное оформление программы принадлежит Антону Батагову, автору музыки ко всему визуальному оформлению канала в сезоне 1997 — 1998 годов.
В апреле 2001 года из-за смены собственника в телекомпании НТВ, программа, вместе с другими проектами команды Киселёва, на некоторое время перешла на ТНТ. После некоторых раздумий, Новожёнов решил вернуться со своей программой на НТВ. Программа продолжила свой выход в прямом эфире до сентября того же года.
Осенью 2001 года программа была окончательно закрыта в связи с реконструкцией всей сетки вещания на НТВ и изменением концепции вещания телеканала. По этой же причине было решено заменить «Старый телевизор» другими передачами Новожёнова — «Большой секрет для маленькой компании» и «Пять минут с Новожёновым». Но, просуществовав не очень долго, они также были закрыты.
Выпуски завершались демонстрацией титров с указанием съёмочной группы, работавшей на выпуск, в копирайте указывалась точная дата выхода программы в эфир. Аналогичным образом заканчивались и выпуски программы «Сегоднячко», автором которой также был Новожёнов; в свою очередь, этот приём был позаимствован из программы «Времечко». В случае малого свободного времени до начала следующей передачи (как правило, это была информационная программа «Сегодня») титры не демонстрировались, а в конце указывался только копирайт с датой выхода в эфир.

## Участники
Гостями программы в разное время были Тото Кутуньо, Андрей Макаревич, Людмила Зыкина, Алла Пугачёва, Рената Литвинова, Валдис Пельш, Роксана Бабаян, Михаил Державин, Александр Ширвиндт, Алексей Венедиктов, Виктор Доценко, Жан Татлян, Владимир Жириновский, Григорий Явлинский, Анатолий Днепров и многие другие культурные и политические деятели.

## Специальные выпуски
12 декабря 1997 года в 22:40 вышел специальный выпуск программы, предварявший премьерный показ по НТВ фильма «Брат». Гостями эфира были режиссëр Алексей Балабанов и исполнитель главной роли Сергей Бодров-мл. Ведущим в студии был Леонид Парфëнов. По окончании демонстрации фильма обсуждение в прямом эфире возобновилось, поскольку во время показа редакторы обрабатывали телефонные звонки от зрителей.